# (37316) 2001 QS28
2001 QS28 (asteroide 37316) é um asteroide da cintura principal. Possui uma excentricidade de 0.20955010 e uma inclinação de 7.61415º.
Este asteroide foi descoberto no dia 16 de agosto de 2001 por LINEAR em Socorro.